# Зонефелд
Зонефелд (њем. Sonnefeld) општина је у њемачкој савезној држави Баварска. Једно је од 17 општинских средишта округа Кобург. Према процјени из 2010. у општини је живјело 5.094 становника. Посједује регионалну шифру (AGS) 9473166.

## Географски и демографски подаци
Зонефелд се налази у савезној држави Баварска у округу Кобург. Општина се налази на надморској висини од 318 метара. Површина општине износи 34,7 km². У самом мјесту је, према процјени из 2010. године, живјело 5.094 становника. Просјечна густина становништва износи 147 становника/km².